# 黑洞火牆
黑洞火牆（英語：black hole firewall）描述一個理論物理學上仍處在假說階段的現象：當一位觀察者落入黑洞的事件視界表面時，會遭遇高能量的量子密集地聚在一起形成的「火牆」。火牆的概念於2012年由四位物理學家提出：阿赫麥德·阿姆黑利（Ahmed Almheiri）、唐納德·馬若夫（Donald Marolf）、约瑟夫·波尔钦斯基（Joseph Polchinski）、詹姆斯·蘇利（James Sully），以其姓氏字首又稱AMPS火牆。此現象為黑洞互補性問題的可能解。目前學界對此一概念仍有爭議，並未全然接受這樣的方案。2016年科學家從LIGO的觀測中發現一些可能為火牆存在的證據，或其他違反廣義相對論的現象存在的可能證據。

## 可能存在的悖論
根據彎曲時空中的量子場論，霍金輻射與兩個互相量子纏結的粒子有關。一個向外輻射的粒子，在逃離黑洞之後成為霍金輻射的量子；而向內墜落的粒子則被黑洞所吞噬。假設黑洞於一個有限的時間內形成，並會在未來的一個有限時間之內完全蒸發。則該黑洞只會藉由霍金輻射輻射出有限數量的資訊。同時假設在某一個時刻{\displaystyle t}時，已有超過半數的資訊已經藉由霍金輻射逸散離開黑洞。根據一些廣為接受的研究（例如唐·佩奇和李奧納特·蘇士侃所做的），一個在時刻{\displaystyle t}向外輻射的粒子必須和所有的霍金輻射量子有量子纏結。然而這產生了一個悖论：根據「單配偶纏結」（monogamy of entanglement）原理，如果有A、B、C三種粒子，當A與B兩種量子最大限度的糾纏在一起時，不可能與第三種粒子C發生量子糾纏。意即在這個問題中，向外離開的粒子不能同時與向內墜落的粒子和與已經變成霍金輻射的粒子發生量子糾纏。但在這裡，向外離開的粒子似乎同時與「向內墜落的粒子」以及「已經變成霍金輻射的量子」有所纏結。
為了解決這個悖論，物理學家可能會被迫放棄三個久經檢驗的理論之一：愛因斯坦的「等價原理」、「統一性」或現有的「量子場論」。

### 會導致火牆出現的悖論解
一些科學家認為向內墜落的粒子和向外離開的粒子之間的量子纏結會立即斷開。而纏結斷開的同時會釋出龐大的能量，在黑洞的事件視界產生灼熱的「黑洞火牆」。這一個解析方案違反了愛因斯坦的等效原理。

### 不會導致火牆出現的悖論解
一些科學家認為向外離開的粒子與霍金輻射之間其實不存在量子纏結。這個解決方案需要符合黑洞資訊悖論，並違反了統一性。
其他學者，例如史蒂文·吉丁格斯，認為應該藉由修改量子場論，使向外離開以及向內墜落的粒子之間的纏結「逐漸消失」，令黑洞內的能量以較為緩和的方式釋出，因此不會形成火牆。
胡安·馬爾達西那和李奧納特·色斯金提出，在ER=EPR之中，向外離開以及向內墜落的粒子會以某種方式被蟲洞所聯結，所以並非獨立系統；然而截至2013年，該假說仍處於建構階段。
模糊球（fuzzball）的概念描述了一個分析方法：因為霍金輻射所帶的資訊和黑洞形成過程有關，透過將「無毛定理」證明過程中的真空態置換成一個連續的量子狀態（stringy quantum state）來解析這個問題。

## 特徵與偵測
火牆可能存在於黑洞的事件視界附近，而位於事件視界之外的觀察者無法觀察到它。組成火牆的高能粒子會摧毀穿越事件視界的物質。
兩黑洞合併產生的重力波在模糊的事件視界附近反彈時，火牆（如果有的話）可能會以「回音」（echoes）的形式在向外傳遞的重力場輻射中留下關於火牆特徵的資訊。因為物理學家至今還沒有一個好的物理模型來描述火牆，理論上還不清楚該回音的量值。2016年，宇宙學家Niayesh Afshordi等人在LIGO第一個偵測到的黑洞合併數據中，發現一些這類回音存在的可能跡象。基於雷射干涉引力波天文台（LIGO）累積了更多的數據，接下來的兩年應該能更肯定回音存在與否。如果證實了回音的存在，它將成為火牆或模糊球（fuzzball）存在的有力證據，並證實古典廣義相對論在事件視界附近失效。